# Popenguine-Ndayane
Popenguine-Ndayane est une commune du Sénégal, située à 70 km au sud de Dakar, sur la Petite-Côte, dans le département de M'bour et la région de Thiès. Créée en 2008 par la fusion des localités de Popenguine et Ndayane, elle est connue pour son sanctuaire marial, lieu de pèlerinage catholique, ainsi que pour sa réserve naturelle protégée. La commune joue également un rôle important dans le développement touristique et économique de la région, en particulier grâce à des projets d’infrastructure portuaire et d’urbanisme sur le littoral, notamment le port de Ndayane.

## Histoire
Fondé au XVIIe siècle par les mandingues, le village de Popenguine est devenue un lieu de villégiature au XXe siècle. Il s'appelait d'abord Poponguine. Il est devenu Popenguine à l'initiative du président Léopold Sédar Senghor dont l'un des poèmes s'intitule Retour à Popenguine. La commune abrite une résidence présidentielle d'été qui était avant l'Indépendance l'ancienne résidence du gouverneur de l’Afrique-Occidentale française.

## Administration
Popenguine faisait partie de la communauté rurale de Diass. Il a été érigé en commune en juillet 2008. La Forêt classée de Popenguine et la Réserve naturelle de Popenguine sont incluses dans le périmètre communal.
Popenguine est érigé en commune avec Ndayane et Popenguine sérère, avec comme dénomination « Popenguine-Ndayane ». Le premier maire est Mamadou Mansour Thiandoum, élu le 14 avril 2009 par un conseil municipal de 36 membres : il a été réélu en 2014  pour un second mandat à la suite de la victoire au premier tour de la coalition Benno Liggeyal Popenguine/Ndayan. La première adjointe est Madame Ada Ciss, qui est également la présidente du Conseil paroissial de Popenguine.

## Géographie: site et situation

### Site et géologie
Le site de la commune de Popenguine-Ndayane abrite une falaise, le Cap de naze, qui est également le point culminant de la Petite- Côte (74 m). Ce promontoire rocheux dressé face à l'Océan se situe entre Popenguine et Guéréo.

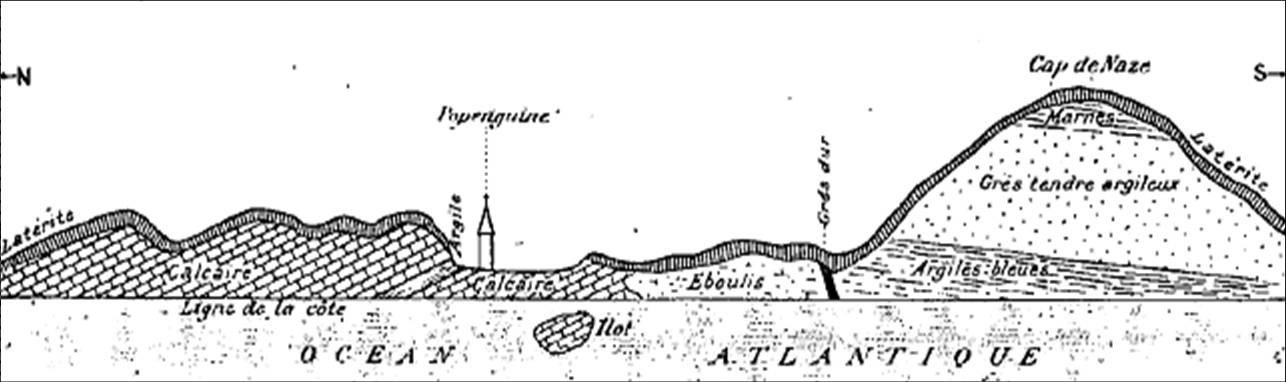
« Coupe de Popenguine au cap de Naze » (coupe géologique nord-sud de 1901).

### Situation
Les localités les plus proches sont Santiaba, Keuri Kaw, Tiambokh, Poponguine Serere, Gamboulem et Tialane.
Dakar, la capitale, se trouve à 71 kilomètres.
C’est à Ndayane que débute la Petite-Côte qui s’étend sur 75 kilomètres jusqu’à Joal plus au sud.

## Population et démographie
En 2023, Popenguine-Ndayane compte 12 743 habitants (dont 6 244 femmes et 6 499 hommes) selon le dernier recensement de la population de l'ANSD. La population se répartit au sein de 1 426 ménages et de 1054 concessions.
Dix ans auparavant, en 2013, Popenguine-Ndayane comptait 8 878 habitants (dont 4 372 femmes et 4 278 hommes) selon le dernier recensement de la population de l'ANSD. La population se répartissait au sein de 1 032 ménages et de 706 concessions.
Entre 2013 et 2023, la population de la commune de Popenguine-Ndayane est ainsi passée de 8 878 à 12 743 habitants, soit une augmentation absolue de 3 865 habitants. En dix ans, la commune a enregistré une croissance démographique significative de 43,5 % et un taux d’évolution annuel moyen d’environ 3,68%.
La répartition de la population de la commune de Popenguine-Ndayane en 2023, selon les données du dernier recensement de l’ANSD, révèle une distribution inégale entre les différents quartiers et villages. Les quartiers-villages de Popenguine-Ndayane (retenus pas l'ANSD) sont au nombre de neuf : HLM Firndawsi, HLM Grand Médine, HLM Tilène, Keury Kao, Lero Gamboulene, Médine, Thiamboth, Thioupam et Tongor.
 

Le quartier HLM Firndawsi se distingue comme le plus peuplé, regroupant 3 198 habitants, suivi de Médine avec 1 971 habitants. Les quartiers Keury Kao et HLM Tilène présentent des populations similaires, respectivement de 1 673 et 1 659 habitants. En revanche, les quartiers de Thiamboth et Thioupam affichent des populations relativement faibles, avec respectivement 336 et 683 habitants. Les quartiers HLM Grand Médine (1 164 habitants), Lero Gamboulene (813 habitants) et Tongor (1 246 habitants) se situent dans une fourchette intermédiaire.

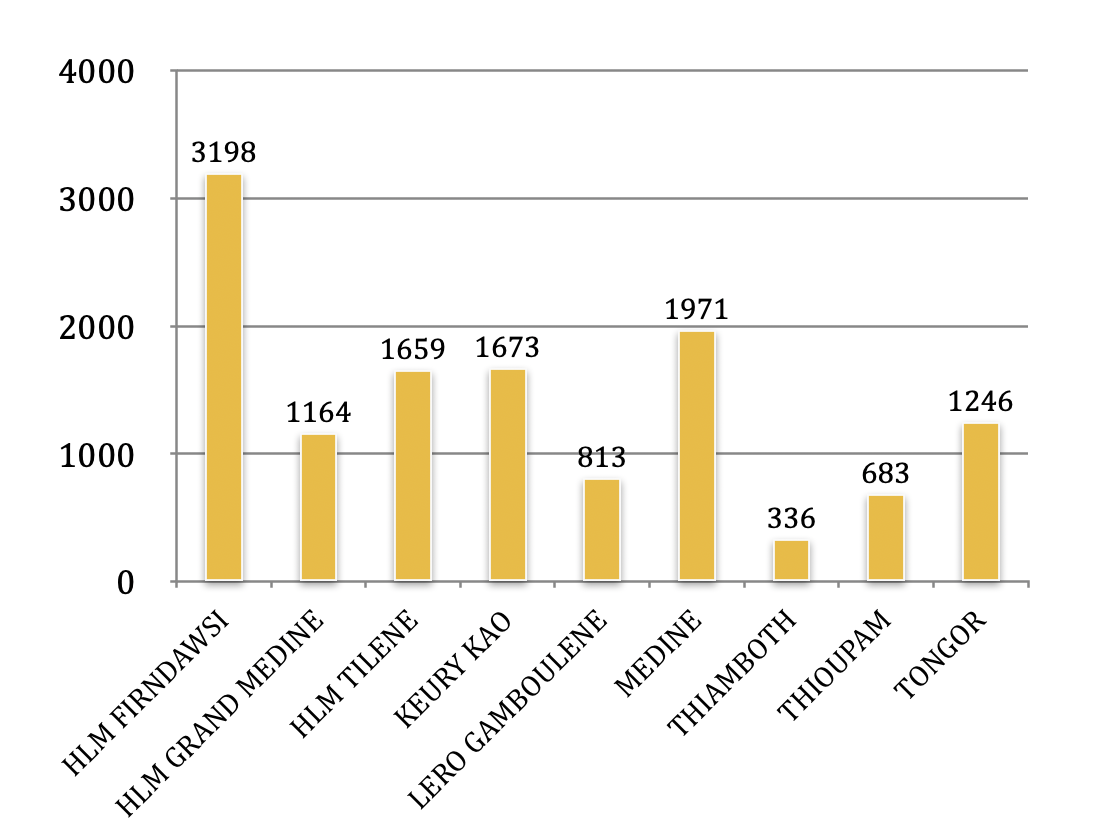
La répartition de la population selon le recensement de 2023

## Lieu de pèlerinage marial

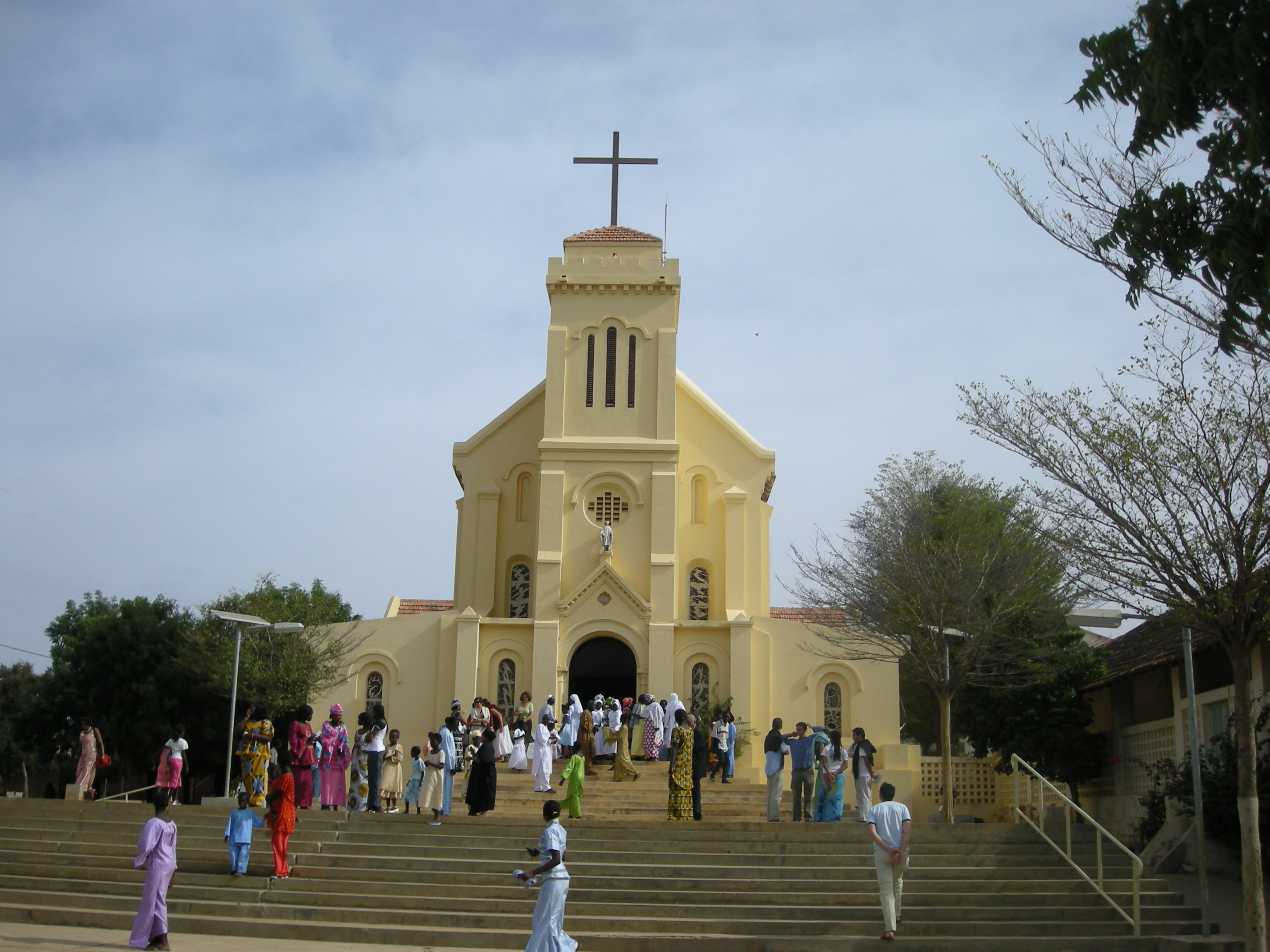
La messe du dimanche à la basilique Notre-Dame-de-la-Délivrande.

Popenguine est un important lieu catholique de pèlerinage marial depuis la fin du XIXe siècle, attirant aujourd’hui des pèlerins de toute l’Afrique de l’Ouest. On y trouve le sanctuaire Notre-Dame-de-la-Délivrande, reconnu sanctuaire national par la Conférence des évêques du Sénégal, de la Mauritanie, du Cap-Vert et de Guinée-Bissau depuis son inauguration le 9 décembre 2023, qui est construit autour de la basilique Notre-Dame-de-la-Délivrande, reconnue basilique mineure en 1991.

## Économie

### Pêche
À l'origine, les villages de la commune vivaient de la pêche et l'agriculture.
Selon le géographe S. Leroux, les témoignages recueillis attestent de la présence en 1946 d'une quinzaine de pirogues à rame (d'une capacité de 2/3 passagers) pour les pêches de proximité ainsi que cinq pirogues à voiles longues de 15 m (d'une capacité de 8 passagers) permettant des campagnes de 3 à 6 mois. En 1970, le parc piroguier de Ndayane est estimé à 60 pirogues équipées pour la plupart de moteur hors-bord. Selon S. Leroux, en 2000, ce parc a plus que quintuplé pour attendre 320 et été multiplié par quinze ces cinquante dernières années.
En 2016, sur les 1994 permis de pêche attribués dans le département de Mbour, 125 relèvent du poste de Popenguine. Concernant la motorisation des bateaux de pêche, les quotas prévus pour le poste de Popenguine sont et le département de Mbour sont respectivement de 55 et 876. En 2016, au niveau du poste de Popenguine, quatre moteurs ont été livrés et huit sont en cours de livraison. Le taux de livraison de 7 % est le plus faible de tous les postes de pêche de la Région de Thiès ou ce taux est en moyenne de 40 %.

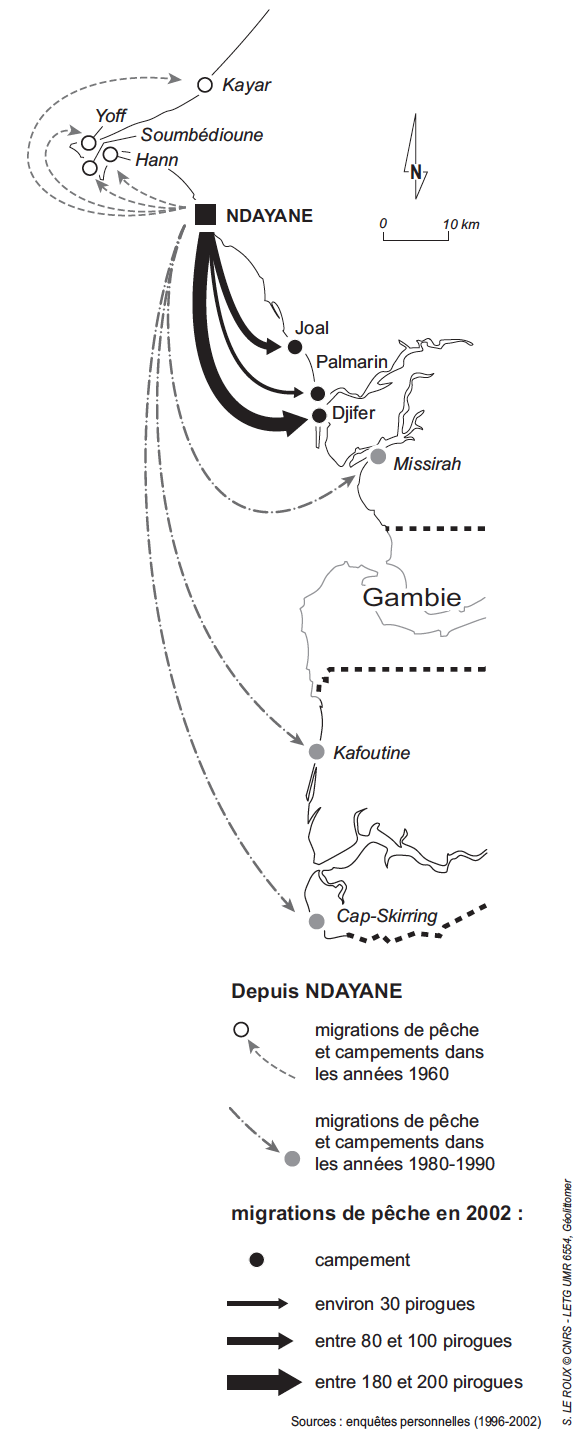
Migrations des pêcheurs de Ndayane (Sénégal) en 2002 - Thèse S. Leroux.

### Agriculture
Selon les informations de la Mairie , l'agriculture constitue la seconde activité économique après la pêche et occupe 7 % de la population active. La commune dispose de 411,3 ha de superficie cultivable, 51,3 ha de superficie cultivée et 360 ha de superficie en jachère.

### Tourisme
Popenguine-Ndayane, située sur la Petite-Côte sénégalaise, est une destination touristique prisée, notamment pour son sanctuaire marial et sa réserve naturelle. Cependant, les données précises sur le nombre d’établissements liés au secteur touristique dans cette commune sont limitées.

### Port multifonctions de Ndayane
Le Port de Ndayane est un projet d’envergure visant à renforcer la position du Sénégal en tant que hub logistique en Afrique de l’Ouest mais soulève un certain nombre de questions sur son impact écologique sur les communes littorales environnantes.
Superficie et infrastructures :
Le port s’étendra sur une superficie de 1 200 hectares, soit trois fois la taille du Port Autonome de Dakar. Il comprend une zone portuaire de 600 ha, un terminal à conteneurs de 300 ha et d'autres terminaux sur 300 hectares. À titre de comparaison, le port du grand complexe marocain Tanger Med occupe une superficie de 1 000 hectares. Le port disposera d’un tirant d’eau de 18 mètres, permettant d’accueillir des navires de grande capacité, jusqu’à 22 000 EVP (Équivalent Vingt Pieds).
Phases de construction :
Les travaux ont été officiellement lancés le 3 janvier 2022. La construction est prévue en plusieurs phases, avec une durée estimative de cinq ans après la phase préparatoire. La première phase du port de Ndayane est prévue pour être opérationnelle en décembre 2027.
1ère phase: En décembre 2024 "les travaux ont porté sur une digue de protection de 575 m sur 2 500 m linéaires pour une largeur de 10 m et un terminal de 300 hectares." Cette étape comprend la construction d’un terminal à conteneurs avec un quai de 850 mètres et occupera un espace de 300 hectares. Sa capacité de traitement annuelle sera de 1,2 million d’EVP (équivalent vingt pieds). Les travaux maritimes, incluant le dragage d’un chenal de 5 kilomètres, ont débuté en décembre 2024 avec l’arrivée du navire dragueur Willem Van Rubroeck.
2ème phase : Elle prévoit l’ajout de plusieurs terminaux pour les marchandises conventionnelles, tels que les produits agroalimentaires, le roulier et l’offshore. De plus, l’administration du port, la police et les douanes disposeront chacune d’un bâtiment.
Phases ultérieures : le projet prévoit également une zone économique  qui sera située à proximité de l’aéroport et permettra de réaliser des opérations conjointes air-mer.
Investissement et financement :
La première phase du projet bénéficie d’un financement de 840 millions de dollars US de la société Emirati DP World. Le coût total du projet est estimé à 1,2 milliard de dollars US, représentant le plus grand investissement privé depuis l’indépendance du Sénégal
Enjeux et impact économiques :
Les objectifs stratégiques poursuivis par ce projet sont principalement de désengorger le Port Autonome de Dakar, actuellement saturé ; de positionner le Sénégal comme un hub logistique majeur en Afrique de l’Ouest ; et enfin, de répondre à l’augmentation du trafic maritime et à la taille croissante des navires. En termes de retombée sur le plan économique, la phase de construction devrait générer entre 2 500 et 5 000 emplois. À terme, le port pourrait créer jusqu’à 100 000 emplois, contribuant ainsi significativement à l’économie locale et nationale. Le port est conçu pour traiter une part importante du commerce du Sénégal, avec des projections indiquant qu’il pourrait faciliter des échanges supplémentaires équivalant à 3 % du PIB du pays.
Enjeux et préoccupations environnementales :
Le projet du port en eau profonde de Ndayane suscite des préoccupations environnementales et sociales et une opposition des défenseurs de l’environnement et des pêcheurs locaux. Les études d’impact environnemental, essentielles pour évaluer les conséquences potentielles sur l’écosystème, demeurent actuellement inaccessibles et les inquiétudes exprimées restent sans réponse. A ce sujet, l’organisation Enda Tiers-Monde souligne cette contradiction de la planification de ce territoire où des initiatives de protection des aires marines côtoient des projets d’infrastructures susceptibles de les affecter.
Les conséquences seraient de plusieurs ordres : 
Erosion côtière : Les modifications physiques du littoral pourraient exacerber l’érosion, menaçant les infrastructures locales et les habitats naturels. Selon la chercheuse sénégalaise Mariline Diara, professeure de géologie à l’université Cheikh Anta Diop de Dakar, si le projet se fait selon l’un des plans évoqués, avec un épi de un kilomètre en mer, « en prenant en compte le transit naturel du sable qui se fait du nord au sud, on aura une accumulation de sable au nord de l’épi, et de l’érosion au sud, ce qui pourrait faire disparaître le village de Ndayane ». 
Perturbation des activités de pêche : Les pêcheurs locaux craignent que la construction et l’exploitation du port n’affectent négativement les zones de pêche traditionnelles, réduisant ainsi leurs moyens de subsistance. Des précédents, comme le port de Bargny, ont montré des impacts similaires, obligeant certains pêcheurs à se déplacer vers des zones plus éloignées pour maintenir leur activité. 
Destruction des écosystèmes marins : Les travaux prévus, notamment le dragage des fonds marins jusqu’à 20 mètres de profondeur, menacent des habitats marins sensibles. Des espèces en voie de disparition, telles que les tortues marines et les baleines à bosse, utilisent ces zones pour la reproduction.  

## Enjeux et initiatives en matière d'environnement
Une partie importante de la superficie de la commune est occupée par une aire protégée, la Réserve naturelle de Popenguine.

## Personnalités liées à Popenguine
- Moussa Sène Absa, cinéaste sénégalais
- Oulimata Thiaw, première présidente de conseil rural (PCR) au Sénégal
- Hyacinthe Thiandoum, cardinal-archevêque de Dakar
- Mamadou Diouf, ancien député et ancien administrateur civil
- Mamadou Mansour Thiandoum, maire de la commune

### Filmographie
- Ça twiste à Popenguine, film de fiction de Moussa Sène Absa, 1993
- (da + fr) L’Hôtel de mes rêves (Drømmenes hotel), film documentaire danois de Helle Toft Jensen (coproduction ARTE/NDR, 2005, 52 min) : après quelques années passées en Belgique, un homme revient dans sa région d'origine, tente d'ouvrir un complexe hôtelier à Popenguine et se heurte à bien des difficultés
- Popenguine, film documentaire écrit par Anne Sophie Reinhardt, réalisé par Ludovic Lang, coproduction Big Bang Films/KTO, 2013 : à l'occasion du 125e pèlerinage dédié à la Vierge Noire,